# Anégia
Anégia foi, no século IX-XI, um território situado onde é hoje o Vale do Sousa. Pensa-se que englobava ainda Castelo de Paiva e Marco de Canaveses. A Anégia faria fronteira com os territórios da Feira, Lamego e Portucale.
Pensa-se que o nome do território deriva de um lugar existente na freguesia da Lomba, concelho de Gondomar, que nessa altura seria um povoado desenvolvido. Esse lugar, situado na margem esquerda do rio Douro, ainda hoje existente e tem o nome de Areja. Remontando a esse tempos (séculos IX-XI), e pelos escritos existentes, a designação do território da Anégia, cujo centro mais importante seria em Eja (freguesia atual a que pertence Entre-os-Rios - Penafiel) também se designaria por AREGIA, e daí a referência a Areja na freguesia da Lomba-Gondomar.
A partir do século XI o nome de Anégia entra em desuso, passando o território a ser referenciado como "Terra de Penafiel".